# Futaleufú, Chile
Futaleufú este un târg și comună din provincia Palena, regiunea Los Lagos, Chile, cu o populație de 2.297 locuitori (2012) și o suprafață de 1280 km2.